# Кубок Наследного принца Катара 2010
Кубок Наследного принца Катара 2010 года — 16-й розыгрыш Кубка Наследного принца Катара, проходивший с 18 по 24 апреля. В соревновании приняли участие 4 лучшие команды Катара по итогам Лиги звёзд Катара 2009/2010.

## Участники
- Аль-Гарафа : чемпион Лиги звёзд Катара 2009/2010
- Ас-Садд : 2-е место в Лиге звёзд Катара 2009/2010
- Аль-Араби : 3-е место в Лиге звёзд Катара 2009/2010
- Катар СК : 4-е место в Лиге звёзд Катара 2009/2010

## Детали матчей

### 1/2 финала
| Ас-Садд | 0 – 1 | Аль-Араби  |
| ------- | ----- | ---------- |
|         |       | Каборе 64′ |

| Аль-Гарафа                         | 2 – 1 | Катар СК                                |
| ---------------------------------- | ----- | --------------------------------------- |
| Миргхани Аль-Зайн 15′ · Араужо 30′ |       | Себастьян Сория 4′ · Халид Джабарти 60' |

### Финал
| Аль-Араби | 0 – 5 | Аль-Гарафа                                                   |
| --------- | ----- | ------------------------------------------------------------ |
|           |       | Араужо 3′, 49′ · Юнис Махмуд 15′, 44′ · Саад Аль-Шаммари 90′ |

| Кубок Наследного принца Катара Победитель 2010 |
| ---------------------------------------------- |
| Аль-Гарафа 2-й титул                           |